# Ernest Van den Driessche
Ernest Camiel Franciscus Van den Driessche (Eine, 26 december 1894 – aldaar, 8 april 1985) was een naïeve kunstschilder uit het Belgische Eine, thans een deelgemeente van Oudenaarde.
Ernest Van den Driessche kreeg een zekere bekendheid door deel te nemen aan exposities over naïeve schilderkunst in de jaren zestig in Brussel, Hasselt, Luik, Bratislava (1966, 1969) en Zagreb (1970). Hij hield tentoonstellingen van 1964 tot 1970 in Assenede, Gent, Lokeren, Oudenaarde, Waregem, Verviers, Parijs en Keulen.
Van den Driessche schilderde instinctief kleurrijk over het volkse leven in Eine: het dorpsfeest en de maskers. In het dialect van zijn dorp sprak hij bescheiden van 'peetsies tiekenen' (poppetjes tekenen).

## Enkele werken
- Het dorpsfeest, afmetingen 104 × 123 cm.
- Carnaval
- Peeties
- Kerst